# 파운데이션과 제국
파운데이션과 제국(Foundation and Empire)는 아이작 아시모프의 공상과학소설로, 노움 프레스가 1952년에 출판했다. 파운데이션 시리즈의 두 번째 책이며, 1996년에 레트로 휴고상을 받았다.

## 등장인물
- 벨 라이오즈 (Bel Riose)
- 듀켐 바 (Ducem Barr)
- 라산 데버즈 (Lathan Devers)